# India en los Juegos Olímpicos de Tokio 2020
India estuvo representada en los Juegos Olímpicos de Tokio 2020 por un total de 122 deportistas, 68 hombres y 54 mujeres, que compitieron en 18 deportes.
Los portadores de la bandera en la ceremonia de apertura fueron el jugador de hockey sobre hierba Manpreet Singh y la boxeadora Mary Kom.

## Medallistas
El equipo olímpico indio obtuvo las siguientes medallas:
| Nombre            | Deporte             | Competición         |
| ----------------- | ------------------- | ------------------- |
| Oro               |                     |                     |
| Neeraj Chopra     | Atletismo           | Jabalina M          |
| Plata             |                     |                     |
| Chanu Mirabai     | Halterofilia        | 49 kg F             |
| Ravi Kumar        | Lucha libre         | 57 kgM              |
| Bronce            |                     |                     |
| Pusarla Sindhu    | Bádminton           | Individual F        |
| Lovlina Borgohain | Boxeo               | Wélter (64–69 kg) F |
| Equipo            | Hockey sobre hierba | Torneo M            |
| Bajrang Bajrang   | Lucha libre         | 65 kg M             |